# Nátrium-foszfát
| Nátrium-foszfát                                                                                                 |                                                        |
| |                                                        |
| |                                                        |
| Trinátrium-foszfát-dodekahidrát                                                                                 |                                                        |
| \| \| \| |                                                        |
| IUPAC-név | Trinátrium-foszfát                                     |
| Kémiai azonosítók                                                                                               |                                                        |
| CAS-szám | 7601-54-9                                              |
| PubChem | 24243                                                  |
| ChemSpider | 22665                                                  |
| EINECS-szám | 231-509-8                                              |
| KEGG | D09000                                                 |
| ChEBI | 37583                                                  |
| RTECS szám | TC9575000                                              |
| ATC kód | , A06AD17, A06AG01, B05XA09, V10XX01 (32P)             |
| Gyógyszer szabadnév                                                                                             | sodium phosphate                                       |
| SMILES | [O-]P(=O)([O-])[O-].[Na+].[Na+].[Na+]                  |
| InChI | 1S/3Na.H3O4P/c;;;1-5(2,3)4/h;;;(H3,1,2,3,4)/q3*+1;/p-3 |
| InChIKey | RYFMWSXOAZQYPI-UHFFFAOYSA-K                            |
| Gmelin | 13228                                                  |
| UNII | SX01TZO3QZ                                             |
| ChEMBL | CHEMBL363100                                           |
| Kémiai és fizikai tulajdonságok                                                                                 |                                                        |
| Kémiai képlet                                                                                                   | Na3PO4                                                 |
| Moláris tömeg                                                                                                   | 380,1243 g/mol                                         |
| Sűrűség | 1,620 g/cm³, szilárd                                   |
| Olvadáspont | 73,5 °C (elbomlik)                                     |
| Oldhatóság (vízben)                                                                                             | 1,5 g/100 ml (0 °C)                                    |
| Lúgosság (pKb)                                                                                                  | 2,23                                                   |
| Kristályszerkezet                                                                                               |                                                        |
| Kristályszerkezet                                                                                               | trigonális                                             |
| Veszélyek |                                                        |
| EU osztályozás                                                                                                  | Irritatív (Xi)                                         |
| R mondatok | R36/37/38                                              |
| S mondatok | S25                                                    |
| Ha másként nem jelöljük, az adatok az anyag standardállapotára (100 kPa) és 25 °C-os hőmérsékletre vonatkoznak. |                                                        |
| |                                                        |

A nátrium-foszfát (más néven trinátrium-foszfát vagy trisó) a foszforsav nátriummal alkotott sója. Általában fehér por formájában kapható. Képlete: Na3PO4. Vízben igen jól oldódik, hidrolízise lúgos oldatot hoz létre. Zsíroldószerként széles körben alkalmazzák.
Élelmiszerekben savanyúságot-szabályozó anyagként, emulgeálószerként, valamint térfogatnövelőként használják. Élelmiszeripari alkalmazásakor E339 néven használják, mely mind a három nátrium-foszfátot tartalmazza (mononátrium-foszfát, dinátrium-foszfát, trinátrium-foszfát).

## Felhasználása
- Régebben háztartási tisztítószerekben, főleg vízlágyítóként alkalmazták, de mivel a természetes vizekbe jutó foszfáttartalmú tisztítószerek erős algásodást okoztak, ezért ezt a felhasználási módot az 1970-es évek óta nem alkalmazzák. Általában mosószódával (nátrium-karbonáttal) helyettesítik.

- Élelmiszerek esetében csomósodást gátló anyagként, savanyúságot szabályozó anyagként, valamint stabilizálószerként alkalmazzák. Sok élelmiszerben megtalálható. Ismert mellékhatása nincs, de a napi maximum beviteli mennyisége 70 mg/testtömeg-kilogrammban van korlátozva, mert a trinátrium-foszfátot alkotó foszforsav erős kalcium-megkötő képessége miatt a szervezetből kalciumot von el.
- Penészedésgátló alapanyag szódabikarbónával és mosószódával keverve (szabadalom szám: CA 2504014 C)

- A gőzkazánok póttápvizébe trisóoldatot adagolnak a maradékkeménység eltávolítása és a pH beállítása céljából.

## Egyéb nátrium-foszfátok

### Mononátrium-foszfát
- Képlete: NaH2PO4
- Moláris tömeg: 119,97 g/mol
- Alkoholban nem, vízben jól oldódik.
- Megjelenése: fehér por, vagy színtelen kristályok

Az élelmiszeriparban a trinátrium-foszfáttal és a dinátrium-foszfáttal alkotott keverékként, E339 néven alkalmazzák.

### Dinátrium-foszfát
- Képlete: Na2HPO4
- Erősen higroszkópos

Az élelmiszeriparban a trinátrium-foszfáttal és a mononátrium-foszfáttal alkotott keverékként, E339 néven alkalmazzák.